# Sortstrubet honninggøg
Den sortstrubede honninggøg (latin: Indicator indicator) er en honninggøg i ordenen af spættefugle. Denne fugl bliver 20 cm lang og vejer 50 g. Den lever i Afrika syd for Sahara.